# 東京都立富士森高等学校
東京都立富士森高等学校（とうきょうとりつ ふじもりこうとうがっこう）は、東京都八王子市長房町に所在する都立高等学校。

## 教育目標
- 人権を尊重し、公正な判断力と責任感、建設的な実行力、他人を思いやる心、堅実な社会認識、積極的な社会貢献の精神を持つ民主主義社会の有為な形成者を育成する。
- 確かな学力と体力を兼ね備え、21世紀社会を主体的に｢生きる力｣を育成する。
- 一人一人の生徒のかけがえのない個性を尊重し、これを伸長させる。

## 沿革
- 1941年 - 東京府八王子市立高等女学校として開校。
- 1948年 - 学制改革を経て、八王子市立新制女子高等学校と改称。
- 1950年 - 校名を八王子市立富士森高等学校と改称。共学化。
- 1954年 - 東京都に移管し、校名を東京都立富士森高等学校と変更。
- 1957年 - 現在地に移転。
- 1998年 - 制服を変更。
- 2010年 - 定時制課程閉科。
- 2011年 - 新制服を導入。
- 2015年 - ゆるキャラグランプリ2015 高等学校部門 全国第一位。

## 教育課程
- 全日制課程
  - 普通科

※定時制は2007年度から募集停止、補欠募集のみとなる。2010年3月に閉課。

## 部活動

### 体育部
- 女子バレーボール部
- 野球部
- サッカー部
- 男子バスケットボール部
- テニス部
- ソフトテニス部
- バドミントン部
- 女子バスケットボール部
- 卓球部
- 剣道部
- 空手部
- 陸上部
- ダンス部

『夏の日本高校ダンス部選手権』全国大会において、2010年東日本大会準優勝と優秀な成績をおさめている。  
- ソフトテニス部
- アウトドア部
- 水泳部
- アーチェリー同好会

平成28年度以降の部員募集無し。
- ボクシング部

### 文化部
- 吹奏楽部
- 軽音楽部
- 美術部
- 演劇部
- 文芸部
- パソコン部
- 漫画研究部
- 製菓部
- 天文気象部
- ボランティア部
- 華道部
- 友好交流同好会
- 囲碁・将棋サークル
- ESSサークル
- 国際文化サークル
- 写真部

## 交通
- JR中央線西八王子駅 徒歩12分
- 西東京バス 元八16・長81・長82・長83・長84・長85 「富士森高校」下車、徒歩1分。

## 著名な出身者
- 篠田節子 - 作家
- 吉田友紀 - 俳優
- 羽生善治 - 将棋棋士（東京都立上野高等学校へ転出）
- 破廉ケンチ - ロックミュージシャン
- 浅見敬子 - 日本代表元ラグビー選手 2012年～現ラグビー日本代表女子監督
- 飯窪春菜（モーニング娘。）- アイドル
- 牛島龍吾 - プロボクサー
- 岡本貴子 (おニャン子クラブ）- アイドル
- おにたま - プログラマ
- 白洲迅 - 俳優

## 著名な教職員
- 平沢正規 - 天文学者。創立70周年の機会に平沢氏の発見した小惑星が富士森星と名付けられた。
- 根本敬 - 世界史教員。